# Tàngara verd-i-groga
La tàngara verd-i-groga (Bangsia flavovirens) és un ocell de la família dels tràupids (Thraupidae).

## Hàbitat i distribució
Habita la selva pluvial de les muntanyes a l'oest de Colòmbia i oest de l'Equador.